# ملیسا سافیلد
ملیسا سافیلد (انگلیسی: Melissa Suffield؛ زادهٔ ۲۴ دسامبر ۱۹۹۲) بازیگر اهل بریتانیا است. وی بین سال‌های ۲۰۰۳ تا ۲۰۱۵ میلادی فعالیت می‌کرد.
از فیلم‌ها یا مجموعه‌های تلویزیونی که وی در آن‌ها نقش داشته‌است، می‌توان به پوآرو، ایست‌اندرز و تلفات اشاره نمود.